# Hôpital Émile-Roux
 (août 2019).
L'hôpital Émile-Roux est un hôpital de l'Assistance publique - Hôpitaux de Paris (AP-HP) situé à Limeil-Brévannes (Val-de-Marne). 
Établissement principalement gériatrique, il prévient et prend en charge toutes les pathologies du vieillissement. Il accueille également des patients en consultation et en hospitalisation pour un sevrage de substances addictives.

## Présentation

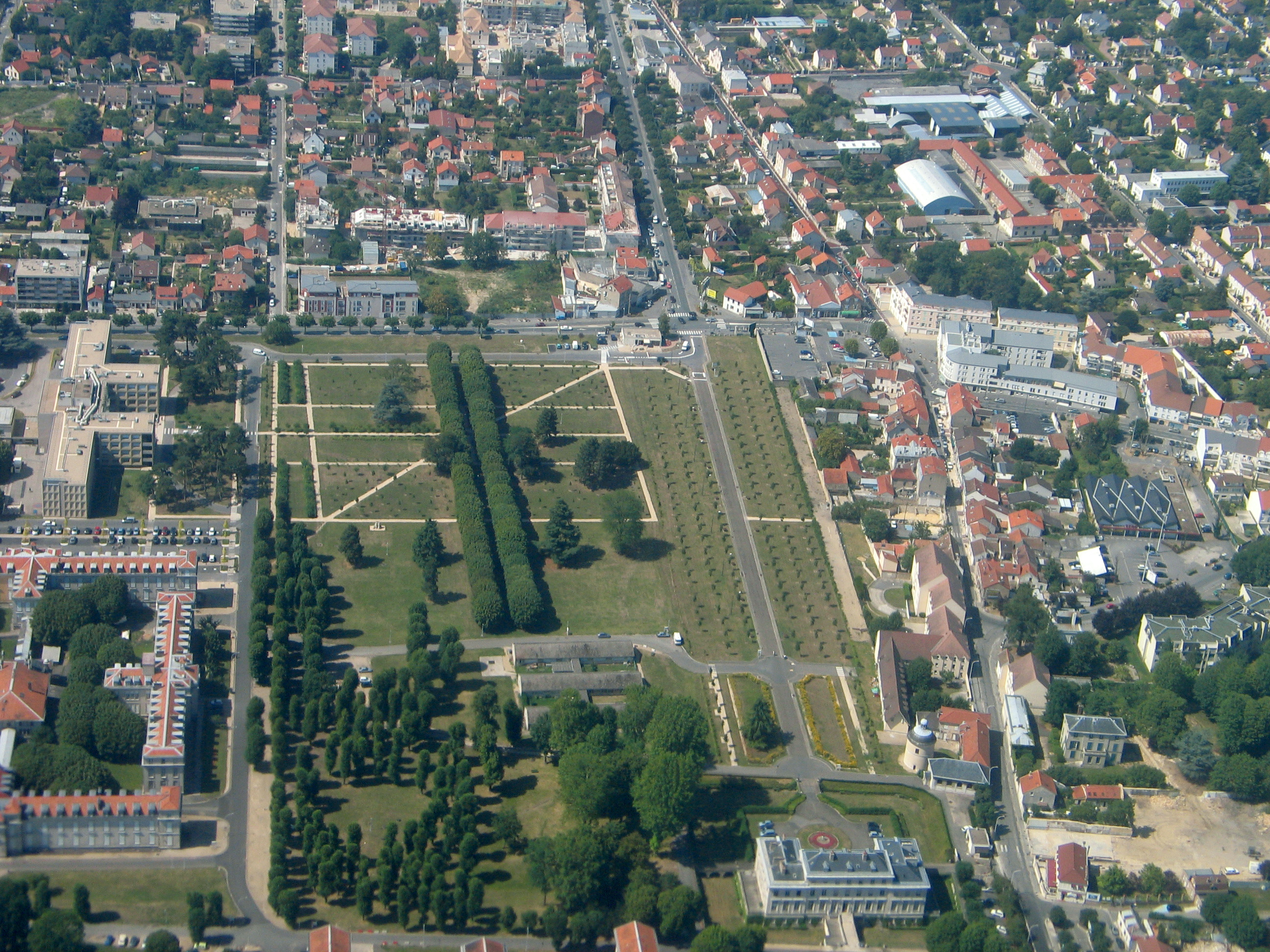
Vue aérienne de l'hôpital Émile-Roux

L’hôpital est constitué en partie du pôle gériatrique du Val-de-Marne, il appartient au Centre hospitalier universitaire Henri-Mondor.
Il dispose de structures adaptées à la filière gériatrique :
- Service ambulatoire avec consultations spécialisées et télémédecine
- Médecine gériatrique aigüe
- Soins de suite et de réadaptation
- Soins de longue durée

En ambulatoire, l’évaluation gérontologique permet une prise en charge précoce. Elle joue un rôle essentiel dans la prévention du vieillissement et la protection de l’autonomie.
En soins de suite, l’hôpital accueille les patients en provenance des urgences, du domicile ou d’une maison de retraite.
La prise en charge s’oriente vers la rééducation fonctionnelle neurologique, orthopédique et nutritionnelle et la gériatrie dirigée vers les pathologies artérielles, nutritionnelles, les soins palliatifs et les démences.
Une unité cognitivo comportementale (UCC) accueille les patients avec une maladie d’Alzheimer ou apparentée présentant des troubles du comportement.
En soins de longue durée les patients bénéficient d’un projet de vie individualisé associant les familles.
Dans ces missions, l’hôpital est fortement engagé dans le développement des relations avec la médecine de ville et l’ambulatoire. Ceci afin d’éviter les hospitalisations en urgence.

## Médecine gériatrique aigüe
Les unités de médecine de gériatrie aiguë (UGA) sont des unités de court séjour. Elles prennent en charge en hospitalisation complète des patients âgés de soixante-quinze ans et plus, se caractérisant par la coexistence de plusieurs pathologies chroniques invalidantes à l’origine d’une dépendance physique et/ou psychique ou d’un risque de dépendance majeure. Ces patients sont hospitalisés en raison de l’aggravation d’une de ces pathologies ou de la survenue d’une affection aiguë.

## Soins de suite et de réadaptation (SSR)
Les SSR ont pour objet de prévenir ou réduire les conséquences fonctionnelles, physiques, cognitives, psychologiques, sociales, des déficiences et limitations de capacité et de promouvoir la réadaptation du patient. Les SSR gériatriques accueillent en hospitalisation complète ou partielle en hôpital de jour des patients âgés, généralement de plus de 75 ans, présentant des risques particuliers de décompensation, pouvant relever d’une ou de plusieurs pathologies chroniques ou invalidantes, risquant d’entraîner l’installation ou l’aggravation d’une déficience source de dépendance physique ou psychique difficilement réversible.
Les SSR gériatriques prennent en charge des patients soit à l’issue d’un séjour dans un établissement de santé, notamment dans les suites d’une affection médicale aiguë ou d’une intervention chirurgicale afin d’optimiser les chances de récupération fonctionnelle garantissant le retour dans le milieu de vie, domicile ou substitut du domicile (EHPAD, USLD…), ou en cours de séjour dans une structure médico-sociale, soit directement du domicile dans une approche programmée.

## Soins de longue durée
Accueillir et soigner les personnes âgées de 75 ans et plus ayant une pathologie organique chronique ou une poly-pathologie, soit active au long cours, soit susceptible d’épisodes répétés de décompensation et pouvant entraîner un handicap psychique et/ou physique durable. Ces patients ne peuvent pas être pris en charge en EHPAD car leur état nécessite une permanence médicale et une présence infirmière continue, et peut requérir l’accès à un plateau technique.

## Histoire
Il porte le nom de Émile Roux, inventeur du traitement de la diphtérie.